# تئوسوفی مسیحی
تئوسوفی مسیحی (انگلیسی: Christian theosophy)، تئوسوفی بوهمی و تئوسوفی به طیفی از موقعیت‌ها در مسیحیت اشاره دارد که بر دستیابی به شناخت مستقیم و بدون واسطه از ماهیت خداگرایی و منشأ و هدف جهان تمرکز دارند.
آنها به عنوان فلسفه‌های عرفان شناخته شده‌اند.
تئوسوفی بخشی از باطن‌گرایی غربی است که معتقد است دانش یا حکمت پنهان از گذشته باستان راهی به اشراق الهی و رستگاری می‌دهد.
در حالی که نظریه کلی به جنبه‌های جهانی سنت‌های باطنی متنوع، از جمله هندوئیسم و بودیسم مربوط می‌شود، تئوسوفی مسیحی به عناصر یهودی و مسیحی محدود می‌شود. بنیان‌گذاری تئوسوفی مسیحی معمولاً به فیلسوف آلمانی یاکوب بوهمه نسبت داده می‌شود. کابالا یهودی نیز از بوهمه به بعد برای الهیات مسیحی شکل گرفت.
در سال ۱۸۷۵، اصطلاح «تئوسوفی» توسط انجمن تئوسوفی، یک سازمان باطنی که یک جنبش معنوی را به نام حکمت الاهی ایجاد کرد، پذیرفته شد و احیا شد. تئوسوفی موضوع مطالعه دانشمندان مختلف باطنی گرایی غربی شد.